# 陳修信
陳修信 （ Tan Siew Sin，1916年5月21日—1988年3月17日），馬来西亞政治人物，曾担任馬來西亞財政部长15年以及第三任馬華公會總會長，為馬華公會創黨領袖敦陳禎祿之子。

## 生平

### 早期人生
陳修信於1916年5月21日出生於馬六甲，為敦陳禎祿之子。身為峇峇娘惹後裔的他本身不會說中文。陳修信曾就讀於馬六甲的馬六甲高等中學、Suydaim女校以及萊佛士學院。

### 政治生涯
1946年至1949年出任馬六甲市議會議員。
1948年至1957年出任馬來亞聯邦立法議會議員。
1957年至1961年出任馬六甲馬華公會主席及總會副會長。
1957年至1959年出任工商部長。
1959年至1974年出任財政部長。
1961年至1974年出任馬華總會長。

## 逝世
1988年3月17日晚上11時32分，陳修信因心臟病逝世於班底醫藥中心，享年72歲。马来西亚政府为其举办国葬，时任首相马哈迪·莫哈末与夫人茜蒂哈斯玛也出席了国葬仪式。马哈迪认为陈修信对国家所做出的贡献赢得了国人的尊重。

## 纪念
麦士威国民中学的D座以他的名字命名。雪兰莪州梳邦再也布特拉高原的一所华文小学以他的名字命名。
2001年9月3日，吉隆坡西冷路更名为敦陈修信路，以纪念陈修信的建国功绩。时任马华总会长兼交通部长林良实为新路牌主持揭幕仪式。